# 크린앤사이언스
크린앤사이언스(Clean & Science Co., Ltd.)는 대한민국의 필터 미디어 및 필터 제조기업이다. 본사는 서울특별시 강남구 영동대로 511, 903-1호 (삼성동, 무역회관)에 위치해 있다. 대표이사는 곽규범이다. 공기청정기용 필터 판매가 급속히 증가하며 필터사업을 중심으로 구조적인 매출 성장중에 있다	Melt Blown(MB) 방식의 공조용 필터 미디어로 제품군을 확대하였다 KF80등급 등 보건용 마스크에 사용되는 MB필터 분야에서 앞선 기술력을 보유하고 있다자동차 여과지, 산업용 여과지, 공조용 여과지 제품을 생산한다

## 역사
1973년 03월에 전일공업사으로 설립되어1986년 01월	주식회사 전일여지로 상호변경하였고 2000년 07월 현재의 상호로 변경하였다. 2020년 국내 마스크 수급 안정에 일조한 공로를 인정받아 산업포장을 수상하였다

## 같이 보기
- 마스크
- 필터
- 공기청정기

## 참고 문헌
1. ↑  이용성, 크린앤사이언스, 영업익 9.3억…흑자전환, 이데일리, 2024-02-14
2. ↑  김선영, 한국IR협의회 기술분석보고서-크린앤사이언스, 2019. 8. 29[깨진 링크(과거 내용 찾기)]
3. ↑  이나경, 한국IR협의회 기술분석보고서-크린앤사이언스, 2021.12.23[깨진 링크(과거 내용 찾기)]
4. ↑  윤종학, 크린앤사이언스 이앤에치, 신종 코로나로 마스크 필터사업 특수 누려, 비지니스포스트, 2020-02-06
5. ↑  김형용, 크린앤사이언스 주가 급등 '서울지역 초미세먼지 주의보 발령', 시사매거진, 2022.11.10
6. ↑  배종인, 크린앤사이언스, 산업포장 수훈, 신소재경제, 2020-11-11